# Aquiles en Esciros (Hasse)
Aquiles en Esciros  (Achille in Sciro)  es el título de una ópera seria que el italiano Pietro Metastasio (1698 – 1782) escribió como poeta oficial del  Emperador de Austria. El libreto hace el número decimoquinto de los 27 que escribió Metastasio, situándose entre La clemencia de Tito (1734) y Ciro reconocido (1736).
El encargado de musicar el libreto fue Antonio Caldara, maestro de capilla de la corte imperial austriaca, y su estreno tuvo lugar en el Teatro Imperial de la Corte de Viena 13 de febrero de 1736 con motivo de los esponsales entre la archiduquesa  María Teresa de Austria, futura emperatriz, y el duque Francisco de Lorena.

## Composición
Las fuentes a las que acudió Metastasio para componer Aquiles en Esciros fueron las leyendas de diversos autores clásicos que narran la primera juventud de Aquiles, especialmente las correspondientes a Pausanias y Apolodoro.

## Estreno
En 1759 el compositor alemán Johann Adolph Hasse (Bergedorf, 1699 – Venecia, 1783) retomó el texto de Metastasio para componer una ópera homónima, cantada en italiano y dividida en 3 actos, cuyo estreno, con motivo de la onomástica del rey Carlos III de España, tuvo lugar en el Teatro de San Carlos de Nápoles el 4 de noviembre.

## Personajes
| Personaje                                                              | Tesitura | Reparto el 4 de noviembre de 1759 Director: Domenico de Miccio |
| ---------------------------------------------------------------------- | -------- | -------------------------------------------------------------- |
| Licomedes (Rey de la isla de Esciros)                                  |          | Carlo Carlani                                                  |
| Deidamía (Hija de Licomedes y amante de Aquiles)                       |          | Clementina Spagnoli                                            |
| Aquiles (Joven héroe griego, travestido de mujer y amante de Deidamía) |          | Giuseppe Belli                                                 |
| Ulises (Rey de Ítaca famoso por su astucia)                            |          | Pietro Santi                                                   |
| Teagene (Príncipe de Calcis y prometido de Deidamía)                   |          | Dorotea Sabatini                                               |
| Nearco (Preceptor de Aquiles)                                          |          | Guglielmo Ettore                                               |
| Arcade (Compañero de Ulises)                                           |          | Catarina Flavis                                                |

La escenografía estuvo a cargo de Vincenzo Re.

## Argumento
Es, por antigua fama, muy conocido que, deseosos de vengar con la destrucción de Troya la injuria colectiva sufrida con el secuestro de Elena, unieron sus fuerzas todos los príncipes de la Hélade. Mientras la formidable armada se reunía, comenzó a extenderse entre las guerreras filas una predicción: "que nunca conquistarían la ciudad enemiga si no llevaban en esta empresa al joven Aquiles, hijo de Tetis y de Peleo". Y tomó poco a poco tanta fuerza esta creencia en el ánimo de los supersticiosos guerreros que, desobedeciendo a sus jefes, se negaban resueltamente a partir sin Aquiles. 
Tetis, temiendo por la vida de su hijo si éste fuera llevado con los combatientes, resolvió esconderlo a la vista de los griegos. Así, corrió a Tesalia, donde Aquiles se educaba bajo la tutela del viejo Quirón; y, llevándolo consigo, lo vistió ocultamente con vestimentas de mujer y lo entregó a un confidente suyo, ordenándole que lo condujera a la isla de Esciros, sede del rey Licomedes, y que allí, bajo el nombre de Pirra, como si fuera una hija de ella, lo custodiara ocultamente. 

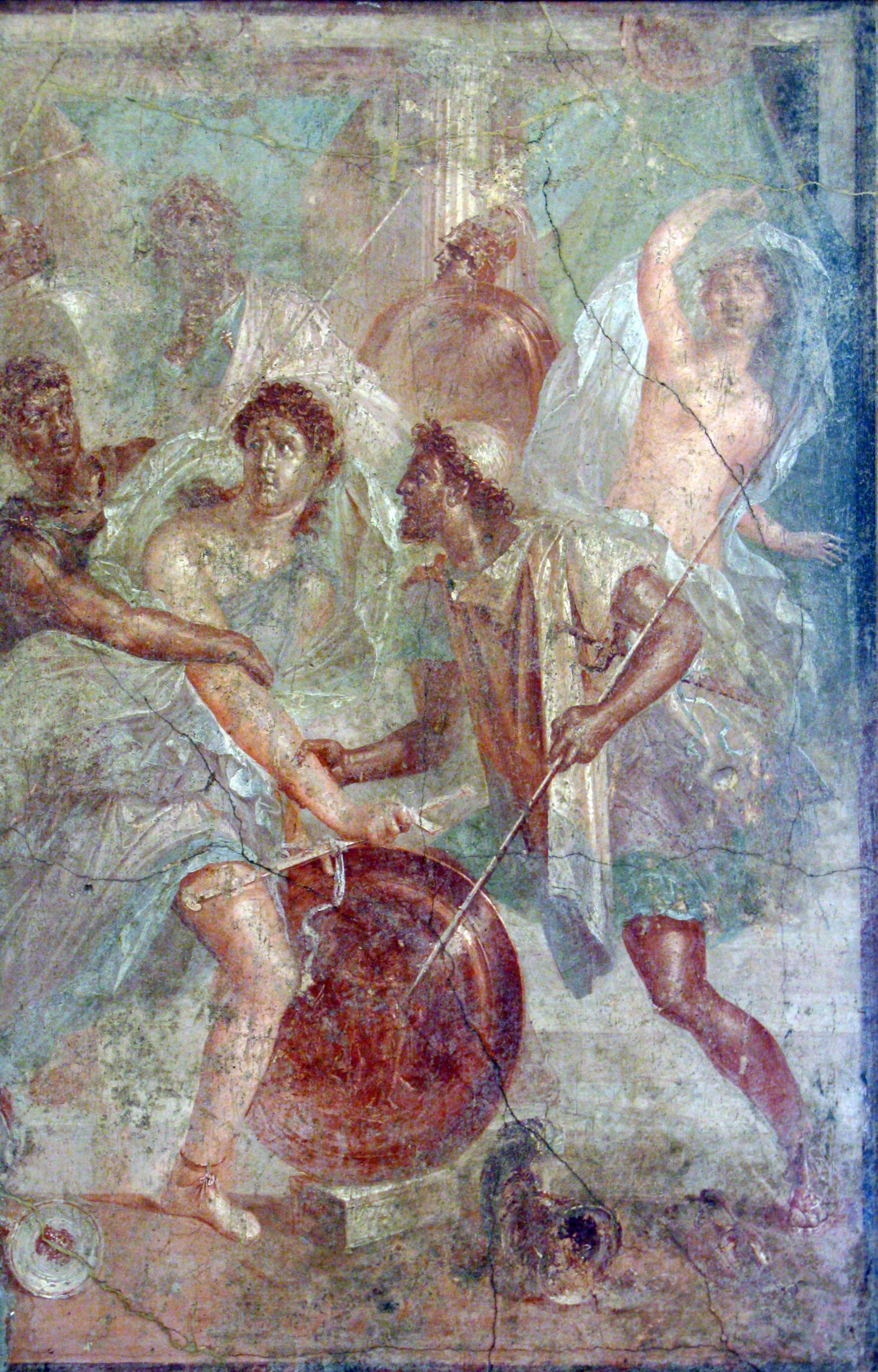
Ulises reconoce a Aquiles vestido de mujer. Fresco procedente de Pompeya Museo Arqueológico Nacional de Nápoles

Ejecutó el prudente siervo con exactitud la orden; fue con riguroso incógnito a Esciros; cambió, para pasar más desapercibido su verdadero nombre por el de Nearco; y tan hábilmente se introdujo en aquella corte, que consiguieron en breve tiempo un lugar de honor, él entre los ministros reales, y la falsa Pirra entre las siervas de la princesa Deidamía, hija de Licomedes. 
Favorecido por la fingida identidad, Aquiles pudo admirar de cerca las innumerables cualidades de la bella Deidamía, y no pudiéndose sustraerse a ellas, cayó rendido a sus pies. El muchacho fue correspondido y entre ambos surgió un recíproco y ardiente amor. Se enteró a tiempo el vigilante Nearco, y, en vez de oponerse a sus nacientes afectos, usó todas sus artes para fomentarlos, asegurándose con la enamorada princesa un medio para refrenar la impaciencia de Aquiles, el cual, no sabiendo reprimir sus feroces ímpetus bélicos, desdeñaba, como insoportables ataduras, los suaves adornos femeninos; y el brillar de una espada, el resonar de una trompeta, o el solo oír hablar de aquello, le ponían fuera de sí, amenazando con descubrirlo; y así habría ocurrido si la atenta Deidamía, temerosa de perderlo, no hubiera procurado temperarlo. 
Ahora, mientras que este empeño le costaba tantas penalidades, se supo en la armada de los griegos dónde y bajo qué vestimentas se escondía Aquiles, o, al menos se sospechaba. Se acordó, por tanto, mandar ante Licomedes a un habilidoso embajador, que, con el pretexto de preguntar en nombre de ellos el número de sus barcos y guerreros para el asedio troyano, procurara cerciorarse si allí estaba Aquiles y, en caso afirmativo, con él regresara a cualquier costa. 
Fue elegido Ulises como el más diestro de todos para llevar a cabo tan complicado encargo. Allí llegó, a las costas de Esciros, un señalado día en que se celebraban las solemnes fiestas de Baco. La suerte le ofreció nada más llegar indicios suficientes para saber dónde encaminar sus pesquisas. Sospechó que bajo Pirra se escondía Aquiles; ideó pruebas para asegurarse de ello; fomentó crear la ocasión de poder hablar con él, a pesar de la celosa custodia de Nearco y Deidamía; y, poniendo entonces en uso toda su astuta elocuencia, le persuadió de que partiera. Fue de ello advertida la princesa y corrió a impedirlo; por tanto Aquiles se encontró ante la cruel decisión entre Deidamía y Ulises. Empleaba el uno los más hábiles estímulos de gloria para llevarlo consigo; usaba la otra las más eficaces ternuras de amor para retenerlo: y él, asaltado al mismo tiempo por dos violentas pasiones, vacilaba irresoluto en el angustioso conflicto. Pero el sabio rey lo resolvió. Éste, informado de todo el enredo, cedió el solicitado héroe a las instancias de Ulises y concedió la princesa real a los ruegos de Aquiles. Finalmente aconsejó a los jóvenes amantes con qué prudente proceder debían apoyarse recíprocamente entre las tiernas caricias y las fatigas de la guerra, poniendo en orden sus espíritus ante tal combate entre la gloria y el amor. 
Este hecho puede encontrarse en los versos de todos los poetas, antiguos y modernos; pero como estos son tan discordes entre ellos, nosotros, sin atenernos más a uno que a otro, hemos utilizado aquello que más ha convenido para el devenir de nuestra narración.

## Influencia
Metastasio tuvo gran influencia sobre los compositores de ópera desde principios del siglo XVIII a comienzos del siglo XIX. Los teatros de más renombre representaron en este período obras del ilustre italiano, y los compositores musicalizaron los libretos que el público esperaba ansioso. Aquiles en Esciros fue utilizada por más de 25 compositores para componer otras tantas óperas; sin embargo el paso del tiempo ha hecho caer en el olvido a todas ellas.